# Petra Haden

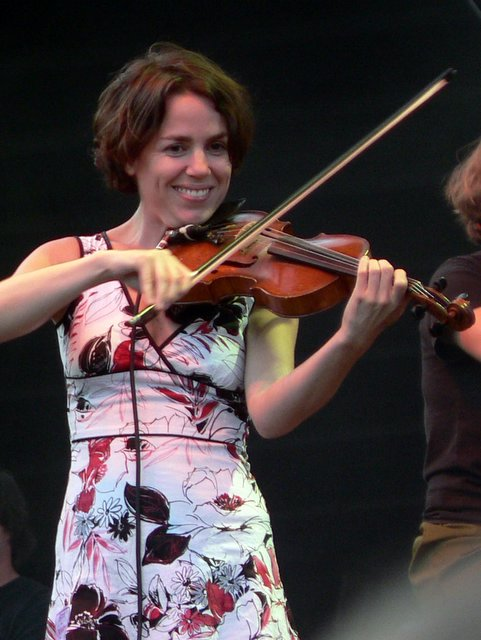
Petra Haden (2005)

Petra Haden (* 11. Oktober 1971 in New York City) ist eine amerikanische Musikerin (Gesang, Geige, Arrangements).

## Leben und Wirken
Haden wuchs in einer Musikerfamilie auf; ihre Eltern sind Ruth Cameron und Charlie Haden, ihre leibliche Mutter ist Ellen David. Im Alter von sieben Jahren begann sie mit dem Geigenspiel, nachdem sie Straßenmusiker beim Spielen beobachtet hatte. Später begann sie, die Klänge der Instrumente, die sie hörte, mit ihrer Stimme nachzubilden und auf der Grundlage dieser Klänge ausgefeilte Pop-, Jazz-, Blues- und Klassikarrangements zu entwickeln. Während ihrer Highschool-Zeit kaufte ihr Vater ihr ein Vierspur-Aufnahmegerät, mit dem sie mehrere Gesangsspuren überlagern konnte.
Bekanntheit erlangte Haden in den 1990er Jahren mit dem Quartett That Dog, dem auch ihre Schwester Rachel Haden angehörte. Es entstanden drei Alben mit ihrem harmoniebetonten Punk-Pop. 1996 veröffentlichte sie ihr erstes Soloalbum Imaginaryland. Im Duo mit Miss Murgatroid entstanden zwei Alben. 2005 folgte das Album Petra Haden Sings: The Who Sell Out mit den Songs der LP The Who Sell Out (1967) von The Who. Gemeinsam mit Bill Frisell veröffentlichte sie im selben Jahr das Album Petra Haden and Bill Frisell mit Standards von Gershwin bis Tom Waits. Paul Motian holte sie für sein Projekt The Windmills of Your Mind (2012). Hadens Album Petra Goes to the Movies (2013) spiegelt ihre Faszination für Filmmusik wider. Es folgten zwei Alben mit Musik von Jesse Harris: Petra Haden Sings Jesse Harris – Seemed Like a Good Idea (2016) und Music for Petra (Petra Haden Sings the Zorn/Harris Songbook) (2020). Mit dem Nick Haywood Quintet veröffentlichte sie das Live-Album Songs from My Father (2021), das für die ARIA Music Awards als bestes Jazzalbum nominiert wurde; mit Egberto Gismonti (am Harmonium) spielte sie 2021 den Titel Silence von Charlie Haden ein.
Mit ihren Drillingsschwestern, der Bassistin Rachel Haden und der Cellistin Tanya Haden, ist Haden als The Haden Triplets aufgetreten; das gleichnamige Album produzierte 2014 Ry Cooder. Zudem waren die Drillinge zusammen mit ihrem Bruder Josh Haden am autobiografischen Album Rambling Boy ihres Vaters von 2008 beteiligt. 
Haden gehörte weiterhin zu The Rentals, zu Tito & Tarantula und zu The Decemberists. Bill Frisell holte sie in sein Quartett Harmony (gleichnamiges Album 2019). Als Gast des Ghost Train Orchestra und des Kronos Quartet  interpretierte sie 2022 auf dem Album Songs and Symphoniques Musik von Moondog. Sie ist auch auf Alben von Chika Chika, If by Yes, James Williamson and The Pink Hearts, Pelicanman, der Foo Fighters und Recess zu hören.

## Eintrag
1. ↑  Haden Triplets Homepage
2. ↑  ARIA Awards Best Jazz Album. Australian Recording Industry Association (ARIA), abgerufen am 10. Dezember 2023 (englisch).
3. ↑  Juan Carlos Hidalgo: Kronos Quartet y Ghost Train Orchestra recrean el excéntrico universo musical de Moondog. In: marvin.com.mx. 17. Oktober 2023, abgerufen am 10. Dezember 2023 (spanisch).

| Personendaten    | Personendaten                                         |
| ---------------- | ----------------------------------------------------- |
| NAME             | Haden, Petra                                          |
| KURZBESCHREIBUNG | amerikanische Musikerin (Gesang, Geige, Arrangements) |
| GEBURTSDATUM     | 11. Oktober 1971                                      |
| GEBURTSORT       | New York City                                         |